# Parque estatal Pedra Selada

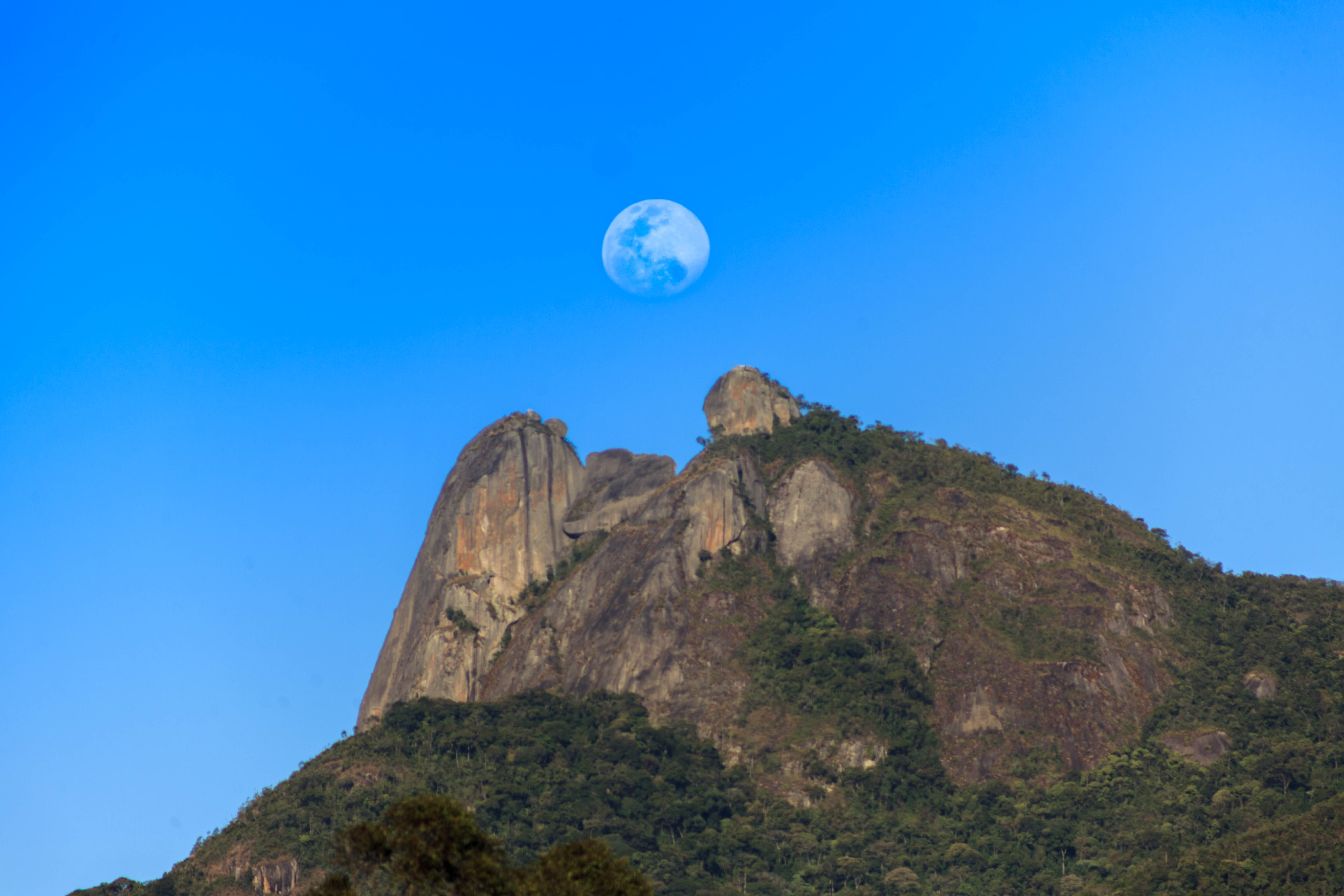
Luna en el Parque estatal Piedra Selada.

El parque estatal Pedra Selada (en portugués: Parque Estadual da Pedra Selada) es un parque del estado de Río de Janeiro, Brasil. 

## Ubicación
El parque estatal Pedra Selada se encuentra en los municipios de Resende e Itatiaia, Río de Janeiro. Tiene un área de alrededor de 8.036 hectáreas. El parque ofrece la posibilidad de que los visitantes utilicen el área de recreación, educación e investigación, y contribuye a la economía rural en negocios relacionados con el turismo. El parque lleva el nombre por la silla de piedra, que tiene 1.755 metros de alto. Un sendero bien marcado lleva a la cima, desde donde hay una vista de 360° de la región alrededor.

## Medioambiente
La vegetación incluye restos de bosques atlánticos, bosques de araucarias y praderas alpinas. El parque estatal forma parte de un importante corredor ecológico, junto al parque nacional Itatiaia y otras cercanas unidades de conservación públicas y privadas, que protegen los nacimientos de los ríos que alimentan algunos de los principales ríos del sureste, como el río Paraná y el río Paraíba do Sul, y contribuyen en la conservación de la cadena montañosa en la que se ubica la Pedra Selada.

## Historia
El parque estatal Pedra Selada fue creado por el decreto estatal 43.640 del 15 de junio de 2012. El objetivo es preservar las especies de plantas y animales nativos y proveer refugios para las especies migratorias. Fue la primera unidad de conservación a nivel nacional totalmente protegida en las montañas de Mantiqueira. Es parte de las unidades de conservación del Mosaico Mantiqueira. El consejo asesor se creó el 15 de agosto de 2014. El plan de administración entró en vigencia en 2014.